# ناوتو هیرایشی
ناوتو هیرایشی (انگلیسی: Naoto Hiraishi؛ زادهٔ ۲۳ ژوئن ۱۹۹۲) بازیکن فوتبال اهل ژاپن است.